# VicenzaOro
VicenzaOro è una tra le più importanti manifestazioni fieristiche orafe al mondo e si svolge presso la Fiera di Vicenza.

## Descrizione
Nata come mezzo per dare risalto alle aziende orafe locali, VicenzaOro oggi è diventata una tra le più importanti manifestazioni internazionali di settore. I più grandi nomi del gioiello sono passati e passano per questa fiera così come numerose sono le aziende emergenti e i designer di tendenza che partecipano a questa vetrina mondiale per farsi conoscere.
VicenzaOro, nata inizialmente come unico evento, si è dovuta ben presto moltiplicare creando tre manifestazioni spalmate nel corso dell'anno (VicenzaOro1 a gennaio, VicenzaOro2 a giugno ed Orogemma a settembre) con un padiglione specifico (Oromacchine) destinato ai macchinari per la produzione orafa.
Nel 2007 inizia una ristrutturazione generale della Fiera di Vicenza (che diventa società per azioni) che porta a denominare la manifestazione VicenzaOro Winter, VicenzaOro Spring e VicenzaOro Autumn.
Nel 2008 le manifestazioni orafe, cambiano il nome, ma non solo. In precedenza le tre rassegne avevano gli stessi schemi distinguendosi quasi esclusivamente per le date di calendario. Ora, invece, si tratta di tre eventi distinti che hanno il compito di rappresentare differenti momenti di “fare fiera”, ma soprattutto tre diverse opportunità di coprire i diversi bisogni che esprime il mercato. La prima manifestazione si chiama First poiché è la prima mostra orafa internazionale dell'anno, la prima per ampiezza dell'offerta merceologica, la prima per importanza di business. Vengono presentate le prime collezioni da parte dei 1600 espositori presenti. In contemporanea si tiene T-Gold (la vecchia Oromacchine).
La seconda fiera si chiama Charm e si contraddistingue per un connubio oro-moda-design.
Choice, terza fiera, rappresenta l'occasione giusta per gli operatori che vogliono fare acquisti mirati per incontrare i gusti del consumatore con una forte focalizzazione sul servizio che un operatore orafo deve garantire.

## Scheda tecnica
- Area espositiva: 70.500 m2.
- Aziende espositrici: 1.606 di cui 1.234 italiane e 372 straniere da 24 nazioni

(dati in riferimento al 2007)

## VIORO International Magazine
VIORO è la rivista ufficiale delle manifestazioni orafe della Fiera di Vicenza. Fondata nel 1984 dal Pentastudio, esce tre volte l'anno in 30 000 copie per edizione in coincidenza delle manifestazioni orafe. È bilingue (italiano/inglese) pubblica le collezioni di gioielleria/oreficeria dei più importanti produttori italiani. Pubblica edizioni speciali in russo, cinese, inglese.